# Lucian-Ovidiu Heiuș
Lucian-Ovidiu Heiuș (n. 13 noiembrie 1965

, Orăștie, România) este un deputat român, ales în 2016. 